# Lado a lado
 (срп. Раме уз раме) бразилска је теленовела, продукцијске куће Реде Глобо, снимана током 2012. и 2013.
Добитница је међународне награде Emmy у категорији за најбољу теленовелу 2013.

## Синопсис
Прича о две жене Исабел и Лаури, различитог порекла и друштвених слојева које спаја заједничка идеологија — освајање слободе у конзервативном бразилском друштву двадесетог века.
Исабел је служавка француске даме која ју је подучавала европским манирима, и кћерка бившег роба Афонса. На карневалу самбе упознаје Зе Марију, марљивог и вредног човека, који јој прећути да је борац капоеире, забрањене борилачке вештине за коју се нада да ће је једног дана бити прихваћена.
Лаура, иако је одрасла у раскошу и луксузу, нзадовољна је тиме а срећу проналази у држању часова глуме. Суочена је са договореним браком са Едгаром, богатим мушкарцем, преко ког се њени родитељи желе издићи у друштву. Едгар је угледан мушкарац, бивши португалски студент, који се спрема да преузме посао свога оца, препреденог сенатора Бонифасија.
Судбине ове две жене укрштају се у цркви, где Лаура долази неодлучна око своје удаје, а Исабел како би пред олтаром сачекала свог вољеног. Међутим, Зе Марија завршава у затвору што га спречава да Исабел учини супругом. Не знајући који је разлог нестанка Зе Марије, Исабел временом пада на чари Албериња, Лауриног брата, са којим остаје трудна. Како би избегла скандал, Констанса, злочеста Лаурина мајка, реализује паклени план и све убеђује у то да је беба преминула, у чему јој помаже Беренисе, девојка која ће учинити све како би спречила поновни сусрет Исабел и Зе Марије.
Исабел, уверена да јој је беба преминула, сели се у Европу. Недуго затим Лаура напушта свог супруга, када сазна за његов кћер, која је плод једне афере у Португалу, упркос негодовању и неодобравању своје мајке.
Неколико година касније, две девојке враћају се у Бразил. Исабел је сада светски позната плесачица, а Лаура разведена жена. Ипак, Зе Марија и Исабел, као Лаура и Едгар, схватају да упркос свим недаћама и проблемима њихова осећања још нису престала.

## Улоге
| Глумац:                 | Улога:                               |
| ----------------------- | ------------------------------------ |
| Маржори Естијано        | Лаура Асунсао Виејра                 |
| Камила Питанга          | Изабел Насименто                     |
| Лазаро Рамос            | Жозе Марија Зе Марија дос Сантос     |
| Тијаго Фрагосо          | Едгар Лемос Виејра / Антонио Фереира |
| Патрисија Пилар         | бароница Констанса Камарго           |
| Рафаел Кардозо          | Алберто Алберинњо Асунсао            |
| Пауло Бети              | Марио                                |
| Марија Едуарда          | Елијете                              |
| Кајо Блат               | Фернандо Лемос Виејра                |
| Касио Габус Мендес      | Бонифасио Виејра                     |
| Шерон Менезес           | Беренисе                             |
| Милтон Гонсалвес        | Афонсо Насименто                     |
| Зезе Барбоса            | Журема                               |
| Изабела Гарсија         | Селија                               |
| Емилио де Мело          | Карлос                               |
| Марија Падиља           | Дива Селесте                         |
| Марија Клара Гвеирос    | Нојсиња / Жакелине                   |
| Прискила Сол            | Сандра                               |
| Исабела Гарсија         | Селиња                               |
| Емилио де Мељо          | Карлос                               |
| Ана Карбати             | Зенаиде                              |
| Кристијана Гвиниде      | Карлота де Браганса                  |
| Алмо Фако               | Васко / Кеке                         |
| Гиљерме Пива            | Ералсито Фрашадес                    |
| Сусана Рибеиро          | Тереза                               |
| Дебора Дуарте           | Еулалија                             |
| Марија Фернанда Кандидо | Жанете                               |
| Клаудио Товар           | Олегарио                             |
| Данијел Далсин          | Теодоро Лопез                        |
| Жулијане Араужо         | Алисе де Барганса                    |
| Ромис Фереира           | Луиз Нијето                          |
| Руи Рикардо Дијаз       | Персивал                             |
| Лаис Виеира             | Етелвина                             |
| Луиса Фриесе            | Матилде                              |
| Рожерио Фреитас         | Аролдо                               |
| Данијел Маркес          | Пајва                                |
| Ана Паула Лопез         | Луиза                                |
| Раиза Батиста           | Естер                                |
| Журема Реиз             | Жилда                                |
| Сесар Мељо              | Франсиско                            |
| Антонио Пинтага         | Тулио                                |